# Spathius sumatranus
Spathius sumatranus är en stekelart som först beskrevs av Günther Enderlein 1912.  Spathius sumatranus ingår i släktet Spathius och familjen bracksteklar. Inga underarter finns listade i Catalogue of Life.